# 加泰隆尼亞獨派領袖審訊
加泰隆尼亞獨派領袖審訊，西班牙最高法院法律文件名稱：特別訟案 20907/2017（西班牙語：Causa especial 20907/2017），民間稱之為進程案，是一個在2019年2月12日於高等法院開展的口頭審訊。早前的2017年10月至2018年7月期間，最高法院法官巴勃罗·利亚雷纳已進行糾問式訴訟，最終18人將會受審，包括卡萊斯·普吉德蒙內閣的幾乎全部閣員、霍爾迪·桑切斯、霍爾迪·奎克薩爾特、卡梅·福卡德利和數名加泰罗尼亚议会議員。數名被告被審前遭強行拘留，未能保釋。是次審訊將會由曼努埃爾·馬切納主審。
國際特赦組織、聯合國等數個組織均對審訊侵犯人權表達關注。本事件也激起了後續加泰隆尼亞的多次大規模示威活動。

## 背景
自2010年6月起，加泰隆尼亞獨立運動便引起區內的激烈爭辯，涉及的範圍由社會方面到政治層面。是次的審訊的導火線亦是獨立運動。加泰宣布獨立後，巴塞隆拿和西班牙政府迅速惡化，雙方爆發衝突。獨立行動被西班牙憲法法院視為違反憲法，司法行動隨即開展。

## 檢控方
是次審訊的控方由西班牙總檢察長、西班牙國家倡導機構、國家檢察官辦公室、國家司法辦公室、和西班牙政黨聲音黨（VOX）所組成。
被告被控暴動罪、不服從、和挪用公款罪名。 

## 被告
是次案件的審訊將會包括18名被告。列表按照其姓氏的首個字母作順序排列，列出各人的控罪和控方要求的刑罰。

### 最高法院
| 姓名                | 圖片 | 職務                           | 總檢察長的起訴      | 總檢察長的起訴                                             | 副檢察長的起訴    | 副檢察長的起訴                                             | 聲音黨的起訴                                              | 聲音黨的起訴                                     | 辯護律師                                       | 判決           | 判決                                 |
| 姓名                | 圖片 | 職務                           | 指控                | 要求判處                                                   | 指控              | 要求判處                                                   | 指控                                                      | 要求判處                                         | 辯護律師                                       | 罪名           | 判處                                 |
| ------------------- | ---- | ------------------------------ | ------------------- | ---------------------------------------------------------- | ----------------- | ---------------------------------------------------------- | --------------------------------------------------------- | ------------------------------------------------ | ---------------------------------------------- | -------------- | ------------------------------------ |
| 多洛尔斯·巴萨       |      | 社會福利、就業和家庭部長       | - 叛亂 - 濫用公款   | - 16年監禁 - 無條件取消資格16年                            | - 煽動 - 濫用公款 | - 11年6個月監禁 - 無條件取消資格11年6個月                  | - 叛亂 - 組織犯罪 - 濫用公款                              | - 74年監禁                                       | Mariano Bergés                                 | 煽動濫用公款   | 12年監禁、禁止擔任公職12年           |
| 梅莉特克塞尔·博拉斯 |      | 治理、公共行政和住房部長       | - 不服從 - 濫用公款 | - 7年監禁 - 無條件取消資格16年 - 持續10個月每天罰款100歐元 | - 煽動 - 濫用公款 | - 7年監禁 - 無條件取消資格10年 - 持續10個月每天罰款100歐元 | - 組織犯罪 - 不服從 - 濫用公款                            | - 24年監禁 - 特別取消資格2年 - 罰款108,000歐元   |                                                | 不服從         | 罰款10個月                           |
| 霍尔迪·奎克萨尔特   |      | 文化遺產保護委員會主席         | - 叛亂 - 濫用公款   | - 17年監禁 - 無條件取消資格17年                            | - 煽動            | - 8年監禁 - 無條件取消資格8年                              | - 叛亂（兩項犯罪） - 煽動（兩項犯罪） - 組織犯罪          | - 52年監禁                                       | Marina Roig and Benet Salellas                 | 煽動           | 9年監禁、禁止擔任公職9年             |
| 卡梅·福卡德利       |      | 加泰隆尼亞議會議長             | - 叛亂              | - 17年監禁 - 無條件取消資格17年                            | - 煽動 - 濫用公款 | - 10年監禁 - 無條件取消資格10年                            | - 叛亂（兩項犯罪） - 煽動（兩項犯罪） - 組織犯罪 - 不服從 | - 52年監禁 - 特別取消資格2年 - 罰款108,000歐元   | Olga Arderiu Ripoll and Raimon Tomás Vinardell | 煽動           | 11年6個月監禁、禁止擔任公職11年6個月 |
| 华金·福恩           |      | 內政部長                       | - 叛亂 - 濫用公款   | - 16年監禁 - 無條件取消資格16年                            | - 煽動 - 濫用公款 | - 11年6個月監禁 - 無條件取消資格11年                       | - 叛亂 - 組織犯罪 - 濫用公款                              | - 74年監禁                                       | Xavier Melero                                  | 煽動           | 10年6個月監禁、禁止擔任公職10年6個月 |
| 奧里奧爾·洪克拉斯   |      | 加泰隆尼亞政府副主席           | - 叛亂 - 濫用公款   | - 25年監禁 - 無條件取消資格25年                            | - 煽動 - 濫用公款 | - 12年監禁 - 無條件取消資格12年                            | - 叛亂 - 組織犯罪 - 濫用公款                              | - 74年監禁                                       | Andreu Van den Eynde                           | 煽動及濫用公款 | 13年監禁、禁止擔任公職13年           |
| 卡莱斯·蒙多         |      | 司法部長                       | - 不服從 - 濫用公款 | - 7年監禁 - 無條件取消資格16年 - 持續10個月每天罰款100歐元 | - 煽動 - 濫用公款 | - 7年監禁 - 無條件取消資格10年 - 持續10個月每天罰款100歐元 | - 組織犯罪 - 不服從 - 濫用公款                            | - 24年監禁 - 無條件取消資格2年 - 罰款108,000歐元 | Josep Orilla                                   | 不服從         | 10個月內罰款                         |
| 劳尔·罗梅瓦         |      | 外交事務、機構關係及透明度部長 | - 叛亂 - 濫用公款   | - 16年監禁 - 無條件取消資格16年                            | - 煽動 - 濫用公款 | - 11年6個月監禁 - 無條件取消資格11年6個月                  | - 叛亂 - 組織犯罪 - 濫用公款                              | - 74年監禁                                       | Andreu Van Den Eynde                           | 煽動及濫用公款 | 12年監禁、禁止擔任公職12年           |
| 何塞普·鲁利         |      | 計劃與可持續發展部長           | - 叛亂 - 濫用公款   | - 16年監禁 - 無條件取消資格16年                            | - 煽動 - 濫用公款 | - 11年6個月監禁 - 無條件取消資格11年6個月                  | - 叛亂 - 組織犯罪 - 濫用公款                              | - 74年監禁                                       | Jordi Pina                                     | 煽動           | 10年監禁、禁止擔任公職10年6個月      |
| 霍尔迪·桑切斯       |      | 加泰隆尼亞國民議會議長         | - 叛亂 - 濫用公款   | - 17年監禁 - 無條件取消資格17年                            | - 煽動            | - 8年監禁 - 無條件取消資格8年                              | - 叛亂（兩項犯罪） - 煽動（兩項犯罪） - 組織犯罪          | - 52年監禁                                       | Jordi Pina                                     | 煽動           | 12年監禁、禁止擔任公職12年           |
| 霍尔迪·图鲁利       |      | 主席處處長及政府發言人         | - 叛亂 - 濫用公款   | - 16年監禁 - 無條件取消資格16年                            | - 煽動 - 濫用公款 | - 11年6個月監禁 - 無條件取消資格11年6個月                  | - 叛亂 - 組織犯罪 - 濫用公款                              | - 74年監禁                                       | Jordi Pina                                     | 煽動及濫用公款 | 12年監禁、禁止擔任公職12年           |
| 桑蒂·比拉           |      | 文化部長                       | - 不服從 - 濫用公款 | - 7年監禁 - 禁止擔任公職16年 - 持續10個月每天罰款100歐元   | - 濫用公款        | - 7年監禁 - 無條件取消資格10年                             | - 組織犯罪 - 不服從 - 濫用公款                            | - 24年監禁 - 特別取消資格2年 - 罰款108,000歐元   | Joan Segarra                                   | 不服從         | 持續10個月罰款                       |

### 加泰隆尼亞高等法院
以下六名被告在最高法院的指示下被起訴，但最高法院決定將其案件移交給加泰隆尼亞高等法院：
| 姓名               | 圖片 | 職務                         | 總檢察長的起訴 | 總檢察長的起訴                                     | 副檢察長的起訴 | 副檢察長的起訴                                     | 聲音黨的起訴        | 聲音黨的起訴                                   | 辯護律師                                       |
| 姓名               | 圖片 | 職務                         | 指控           | 要求判處                                           | 指控           | 要求判處                                           | 指控                | 要求判處                                       | 辯護律師                                       |
| ------------------ | ---- | ---------------------------- | -------------- | -------------------------------------------------- | -------------- | -------------------------------------------------- | ------------------- | ---------------------------------------------- | ---------------------------------------------- |
| 拉莫娜·巴鲁费特    |      | 加泰隆尼亞議會第四秘書       | - 不服從       | - 特別取消資格1年8個月 - 持續10個月每天罰款100歐元 | - 嚴重不服從   | - 特別取消資格1年8個月 - 持續10個月每天罰款100歐元 | - 組織犯罪 - 不服從 | - 12年監禁 - 特別取消資格2年 - 罰款108,000歐元 | Judith Gené                                    |
| 米雷亚·博亚        |      | 人民團結候選人－選民呼聲主席 | - 不服從       | - 特別取消資格1年8個月 - 持續10個月每天罰款100歐元 | - 嚴重不服從   | - 特別取消資格1年4個月 - 持續8個月每天罰款100歐元  | - 組織犯罪 - 不服從 | - 12年監禁 - 特別取消資格2年 - 罰款108,000歐元 | Benet Salellas, Isabel Afonso and Carles López |
| 柳伊斯·科罗米纳斯  |      | 一起說是主席                 | - 不服從       | - 特別取消資格1年8個月 - 持續10個月每天罰款100歐元 | - 嚴重不服從   | - 特別取消資格1年8個月 - 持續10個月每天罰款100歐元 | - 組織犯罪 - 不服從 | - 12年監禁 - 特別取消資格2年 - 罰款108,000歐元 |                                                |
| 柳伊斯·吉诺        |      | 加泰隆尼亞議會第一副主席     | - 不服從       | - 特別取消資格1年8個月 - 持續10個月每天罰款100歐元 | - 嚴重不服從   | - 特別取消資格1年8個月 - 持續10個月每天罰款100歐元 | - 組織犯罪 - 不服從 | - 12年監禁 - 特別取消資格2年 - 罰款108,000歐元 |                                                |
| 霍安·何塞普·努埃特 |      | 加泰隆尼亞議會第三秘書       | - 不服從       | - 特別取消資格1年4個月 - 持續8個月每天罰款100歐元  | - 嚴重不服從   | - 特別取消資格1年4個月 - 持續8個月每天罰款100歐元  | - 組織犯罪 - 不服從 | - 12年監禁 - 特別取消資格2年 - 罰款108,000歐元 | Enrique Leiva                                  |
| 安娜·西莫          |      | 加泰隆尼亞議會第一秘書       | - 不服從       | - 特別取消資格1年8個月 - 持續10個月每天罰款100歐元 | - 嚴重不服從   | - 特別取消資格1年8個月 - 持續10個月每天罰款100歐元 | - 組織犯罪 - 不服從 | - 12年監禁 - 特別取消資格2年 - 罰款108,000歐元 | Olga Arderiu Ripoll,Raimon Tomás Vinardell     |

### 國家法院
此外，西班牙國家法院的檢察官要求在2017年判處加泰隆尼亞自治區警察的前負責人何塞普·柳伊斯·特拉佩罗和其他自治區警察指揮官入獄。
該審判於2020年1月20日開始，該審理因為疫情問題於2020年3月13日中止。於2020年6月8日恢復該案的審判。已於6月17日送交決定。
| 姓名                              | 圖像 | 職務                     | 指控   | 要求判處                       |
| --------------------------------- | ---- | ------------------------ | ------ | ------------------------------ |
| 何塞普·柳伊斯·特拉佩罗·阿尔瓦雷斯 |      | 加泰隆尼亞自治區警察首長 | - 叛亂 | - 11年監禁 - 取消資格11年      |
| 佩雷·索莱尔                       |      | 監獄服務處處長兼警察處長 | - 叛亂 | - 11年監禁 - 取消資格11年      |
| 塞萨尔·普伊赫                     |      | 內政部秘書長             | - 叛亂 | - 11年監禁 - 取消資格11年      |
| 特雷莎·拉普拉纳                   |      | 擴展區警察首長           | - 煽動 | - 4年監禁 - 無條件取消資格11年 |

## 法官
是次審訊將會由7名最高法院刑事庭內法官負責：
- 曼努埃爾·馬切納（英语：Manuel Marchena）（最高法院主席）
- 安东尼奥·德莫拉尔·加西亚
- 卢西亚诺·巴雷拉（英语：Luciano Varela）
- 安德烈斯·马丁内斯·阿列塔
- 胡安·拉蒙·贝尔杜戈·戈麦斯·德拉托雷（西班牙语：Juan Ramón Berdugo Gómez de la Torre）
- 安娜·玛丽亚·费雷尔·加西亚（西班牙语：Ana Ferrer）
- 安德烈斯·帕洛莫·德尔阿尔科

2018年9月，除安娜·玛丽亚·费雷尔·加西亚和安德烈斯·帕洛莫·德尔阿尔科外，其餘五名法官都被挑戰其審訊的資格，其中一理由為他們接受投訴後所採用的觀點或會影響裁決的公正性。最高法院駁回有關的挑戰，並重申將會公正審理案件。

## 罪名
18名被告被起訴的罪名如下：
| 罪名       | 西班牙刑法典 | 被告 | 原因       |
| ---------- | ------------ | --- | ---------- |
| 叛亂       | 第472條      | 奧里奧爾·洪克拉斯、华金·福恩、霍尔迪·图鲁利、劳尔·罗梅瓦、何塞普·鲁利、多洛尔斯·巴萨、卡梅·福卡德利、霍尔迪·桑切斯、霍尔迪·奎克萨尔特                    | 20907/2017 |
| 侵吞       | 第432條      | 奧里奧爾·洪克拉斯、华金·福恩、霍尔迪·图鲁利、劳尔·罗梅瓦、何塞普·鲁利、多洛尔斯·巴萨、梅莉特克塞尔·博拉斯、卡莱斯·蒙多、桑蒂·比拉                        | 20907/2017 |
| 公民不服從 | 第410條      | 柳伊斯·玛利亚·科罗米纳斯、柳伊斯·吉诺、安娜·伊莎贝尔·西莫、拉莫娜·巴鲁费特、霍安·何塞普·努埃特、米雷亚·博亚、梅莉特克塞尔·博拉斯、卡莱斯·蒙多、桑蒂·比拉 | 20907/2017 |

## 反應

### 審理前

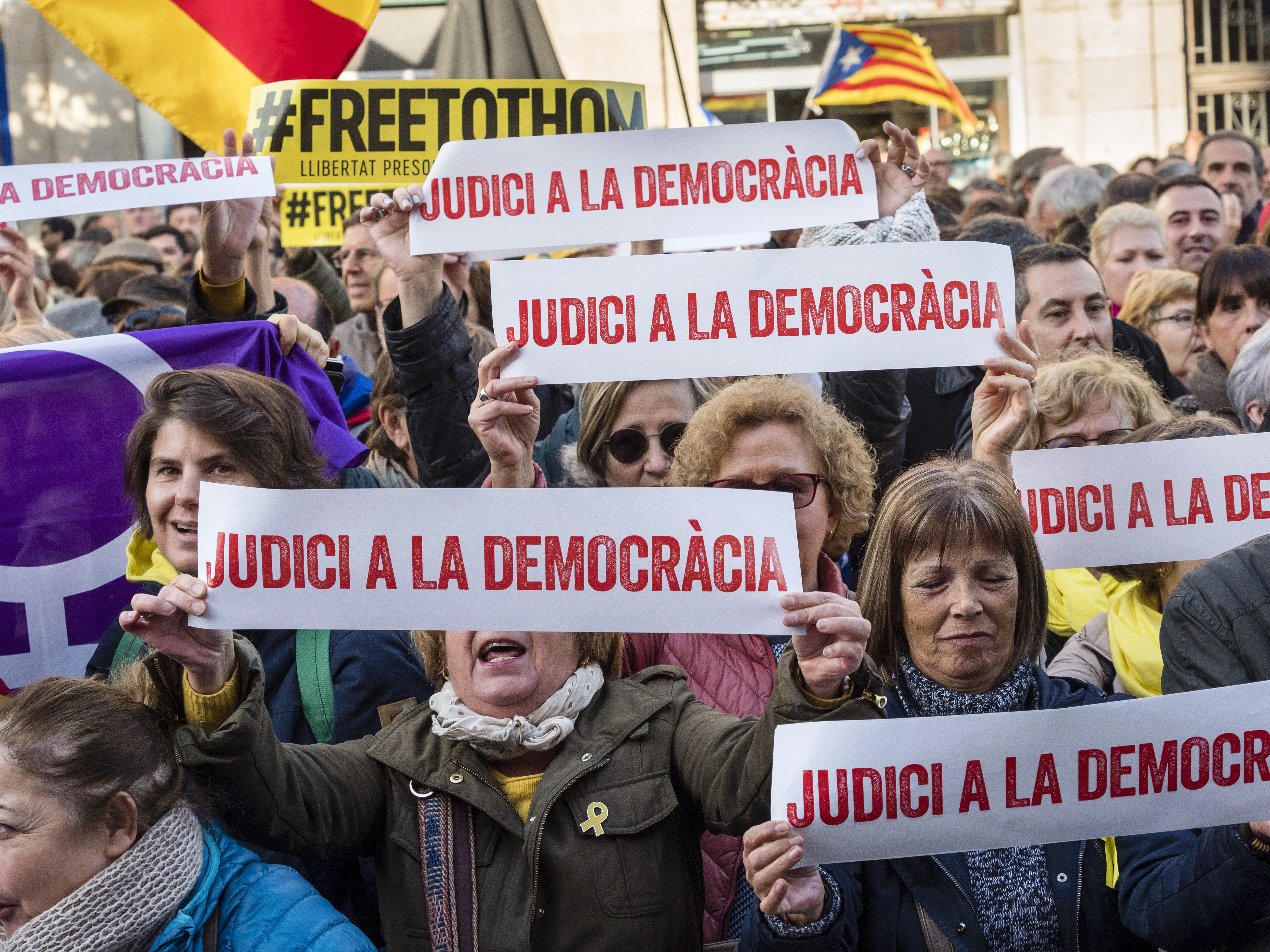
2018年12月的反審訊示威

2018年3月7日，联合国人权事务高级专员办事处就加泰政治家和社運人士在獨立公投後被捕一事提醒西班牙當局，「審前拘留應視為最後手段」。
2018年10月15日，國際特赦組織要求立刻釋放「霍尔迪们」（Jordis，即霍尔迪·桑切斯和霍尔迪·奎克萨尔特），並指出他們認為維持臨時拘留是不合理的，認為這是對他們的言論自由和和平集會權利的過度和不成比例的限制。
2018年11月，國際特赦組織的歐洲區主任福蒂斯·菲利普（Fotis Filippou）致函予「霍尔迪们」，表示其將會監督是次審判並「分析是否符合公平審判的保障」。審訊開始前數日，國際特赦組織要求最高法院預留位置予組織的監察員，讓他們審視是次審訊是否符合公平的原則，但要求被法院拒絕。
2018年11月21日，超過120名教授和法律專家在網媒《Eldiario.es》發表公開信，指出2017年9月20日、10月1日和10月3日的示威都未達致「叛亂」的程度，因此有關控罪並不成立。多名歐洲議會議員亦有意在審訊中擔任監察員。
2018年11月22日，全球反酷刑組織發表公開信，要求西班牙政府、司法部長和申訴專員立刻釋放「霍尔迪们」，並重申組織已經多次要求他們獲釋但不成功翌日，非政府組織前線衛士亦發表聲明，呼籲釋放霍尔迪·奎克萨尔特。
2018年11月尾，代表超過一萬名美國大學教授的美國政治學會致函予西班牙首相佩德羅·桑切斯，要求馬德里政府「結束恐嚇」獨立公投的5名前受託人。同一時間，代表超過2000名英國教授的政治研究協會亦發表聲明，譴責政府恐嚇前受託人。
2018年12月，民主律師國際協會發表聲明，要求釋放「加泰政治犯」。
在加泰前議長埃內斯特·貝納奇、努里亚·德希斯佩尔、霍安·里戈爾的倡議和推動下，來自25個國家、超過500名前任或現任議員聯署，呼籲釋放卡梅·福卡德利，其中35人為歐洲議會議員，以及法兰德斯、科西嘉、法羅群島和巴斯克的議會議長。
2019年1月16日，前加泰政府主席和議會議長以及申訴專員簽署聲明，批評法院在被告審前拘留之時考慮了替代方案，此舉將影響他們的辯護權。
2019年1月21日，來自100個國家的国际笔会148名會員簽署宣言，譴責「霍尔迪们」被控「過度的叛亂和煽動叛亂罪名」。
審訊開始的前一日–2019年2月11日，無代表國家和民族組織向「被審的加泰社運份子」表達支持 。同日，歐洲民主律師協會要求「馬上」釋放加泰領袖和表達對「審訊欠缺程序保障」的關注。

### 絕食行動
2018年12月1日，霍尔迪·桑切斯和霍尔迪·图鲁利宣布展開絕食行動，以反對憲法法院阻撓他們對保護的呼籲，令他們不能前往欧洲人权法院。絕食行動開始後，憲法法院接受審理8項上訴，第一項上訴在2017年11月22日提出。根據刑事訴訟法，補救措施應該在30天內處理。2018年12月3日，何塞普·鲁利和华金·福恩宣布翌日加入絕食行動。
12月19日，所有的加泰政府前主席、加泰議會前議長、加泰申訴專員在信中要求絕食中的政治家停止絕食行動，其表示行動已經讓人們了解被囚的情況，繼續行動只會令自己健康出現危機。12月20日，被囚人士宣布結束絕食行動，表示行動已經「喚醒憲法法院」，法院亦已經安排提出上訴的決議。

### 後續

#### 示威行動

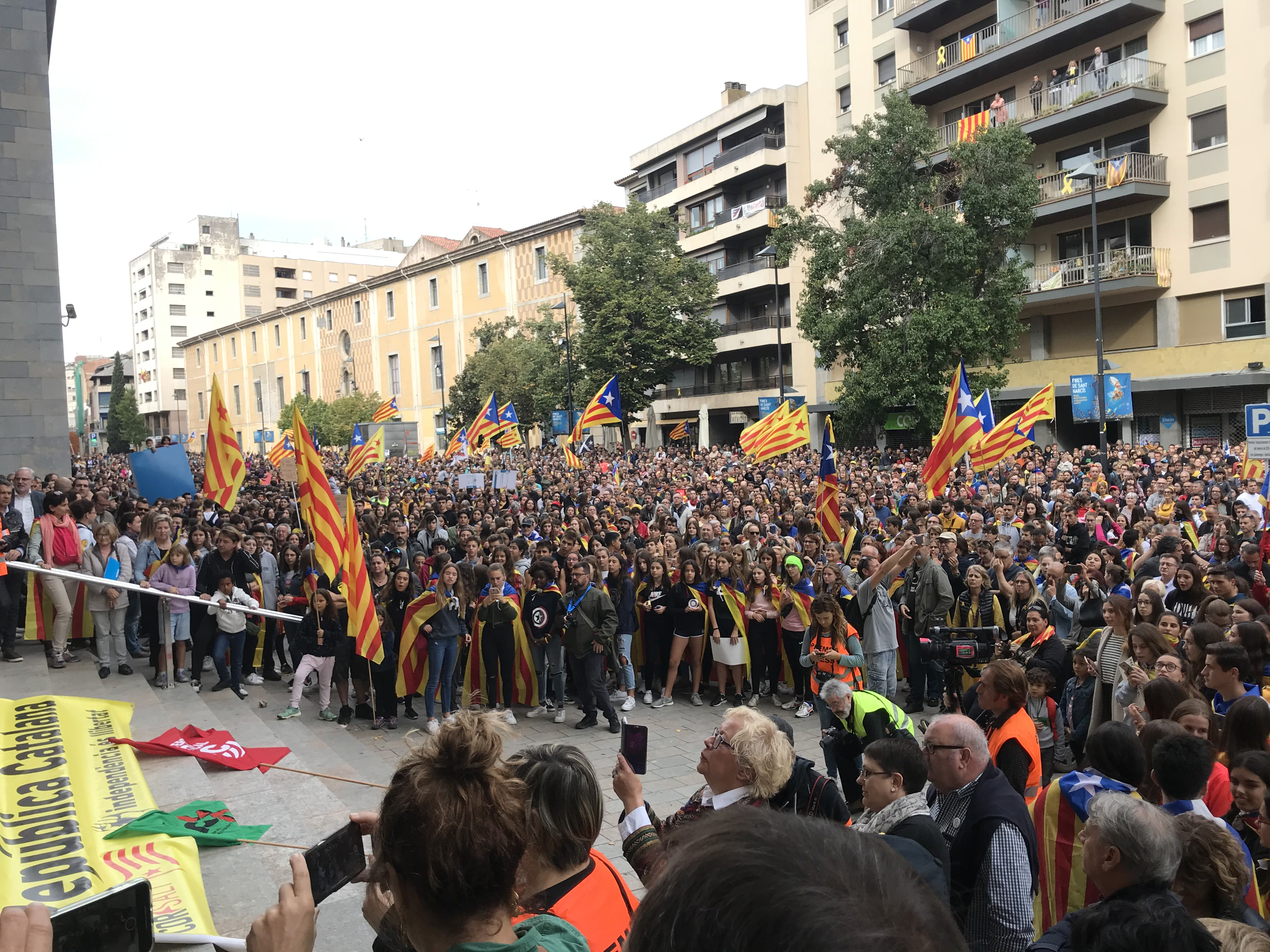
巴塞隆納2019年10月17日遊行

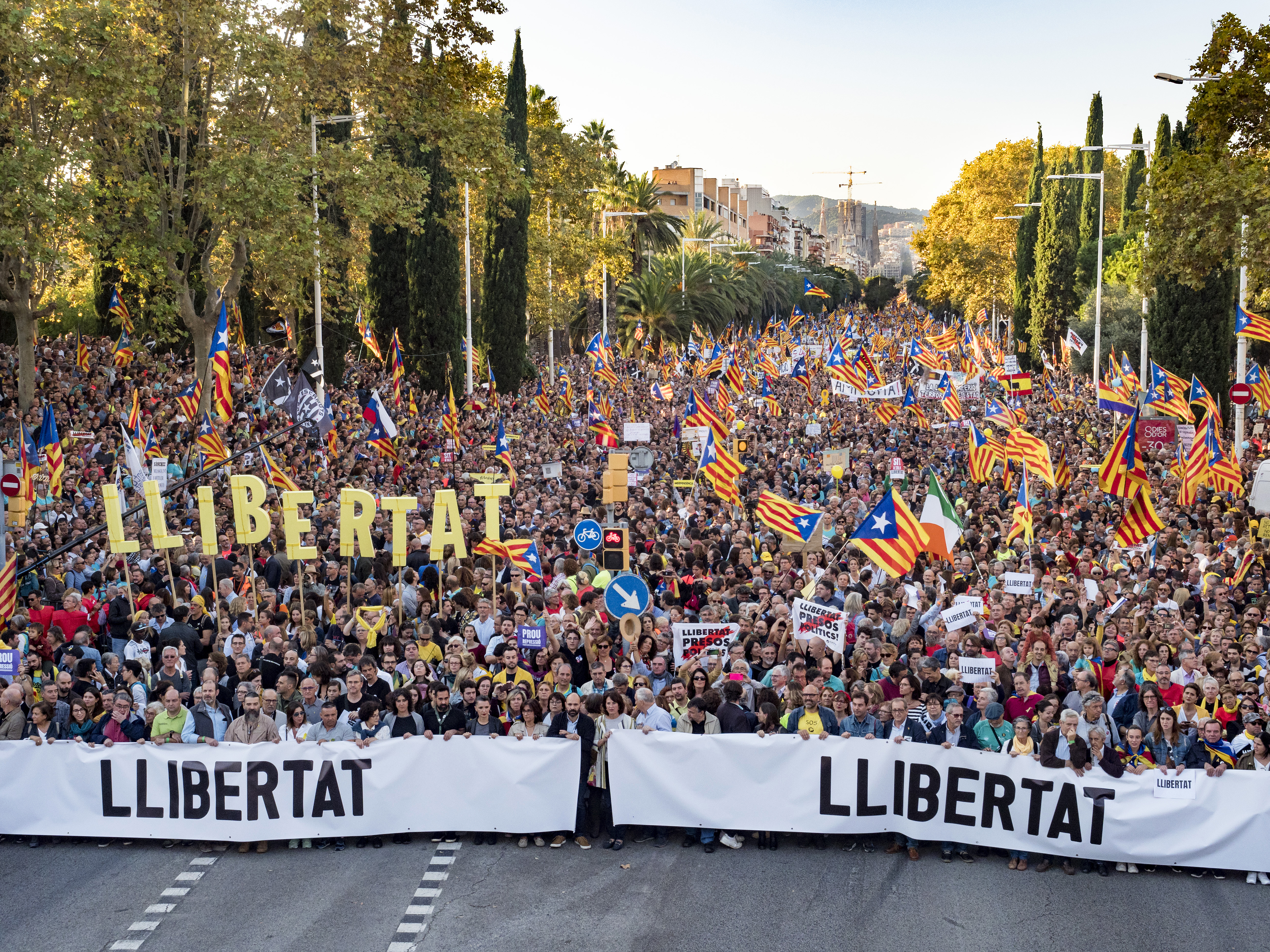
示威者巴塞隆納2019年10月16日遊行

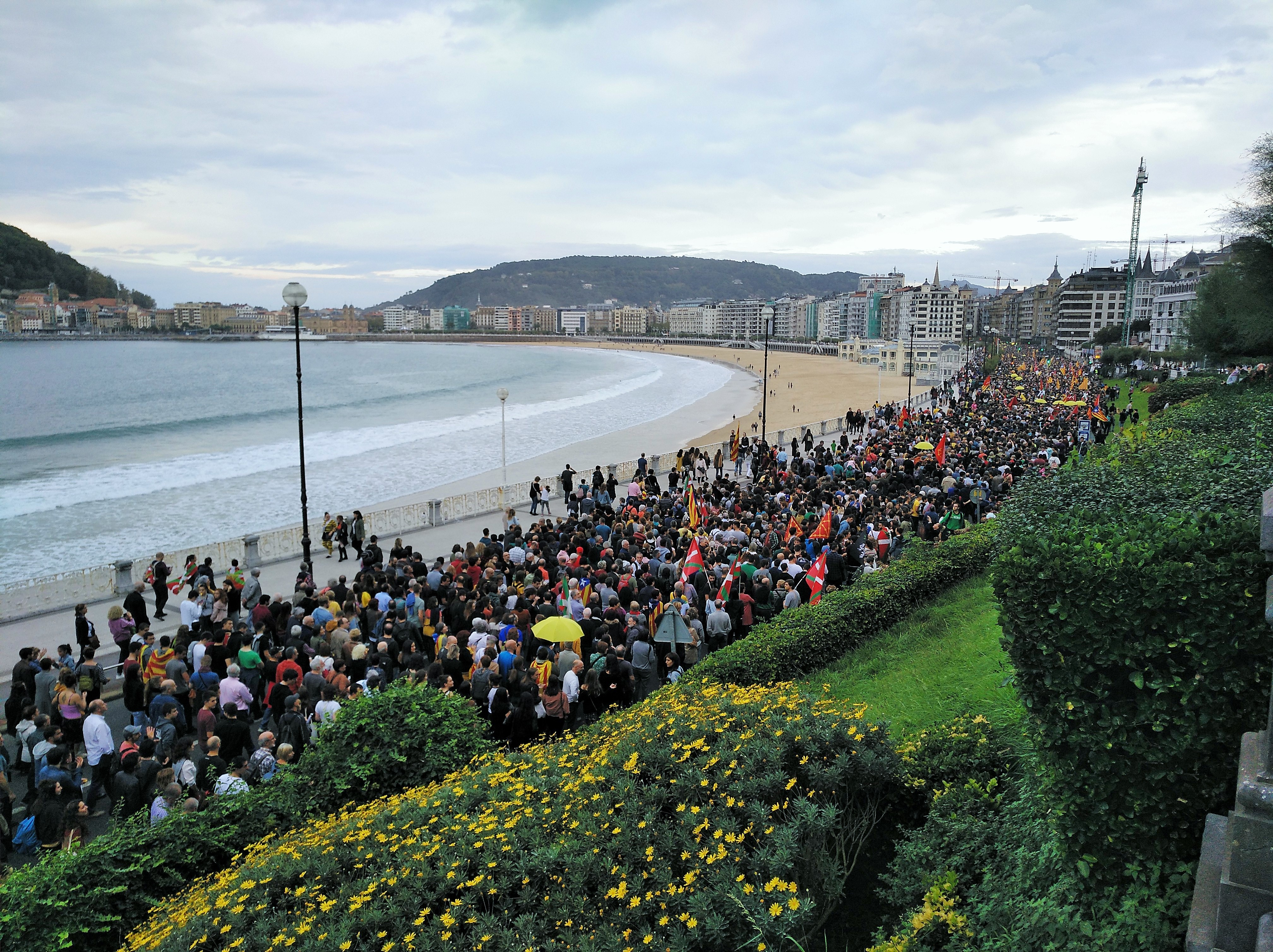
2019年10月19日，巴斯克聲援加泰羅尼亞領導人於多若斯迪亞集會

2019年10月14日判決結果宣佈后，大批示威者效仿香港2019年示威活動示威者來堵塞香港國際機場的做法，在一個名為民主海啸的組織號召下前往巴塞罗那-埃尔普拉特机场集會，堵塞機場道路，部分示威者在從加泰罗尼亚广场前往機場途中喊出「讓我們做另一個香港」（¡Vamos a hacer un Hong Kong!）的口號。當天108班航班的正常起降直接受到影響。其後，國家和地方警察抵達現場驅散示威者，示威者投擲石塊、汽水罐和用過的滅火器，警方則以警棍及泡沫子彈還擊。當天機場及其他地方的衝突共造成131名抗議者和40名警察受傷。
国家报報導稱，無領導者團體民主海嘯開始了機場抗議活動，其成員之一在機場關閉前在加泰羅尼亞廣場大喊“我們要去香港” 。
加泰隆尼亞亦在之後爆發多場抗議活動，要求政府釋放被判罪的獨派領導人。其中，巴塞隆拿市區莱埃塔那大街的國家警察總部被圍攻的示威者投擲石塊。示威者還阻塞了加泰隆尼亞、列車基建及部分地鐵車站。

#### 政治家回應
受審訊的人物
- 奧里奧爾·容克拉斯（Oriol Junqueras）指責西班牙為實現他們的政治理想而入獄。他宣布分離主義分子將更加強大，並感謝他的支持者的堅持不懈。
- 勞爾·羅梅娃（Raul Romeva）聲稱，他們已經在審前拘留了幾個月，並且被用來使政治問題趨於長期。他說，這一判決是針對他們的行動，但不公正的監禁可以作為繼續戰鬥的工具，為其集體權利擁有更多的決心。羅梅娃還聲稱，沒有任何判決可以改變數百萬公民的政治願望。
- 卡梅·福卡德爾（Carme Forcadell）宣布“不公正行為已經得到完善”。她認為，議會自由辯論不是犯罪，而是必須捍衛的權利。在判決當日，她說：“當今民主生活一片漆黑，但即使在這樣的時候，擊敗主義也不會獲勝。我們將擺脫困境！”

相關政治人物
- 西班牙首相佩德羅·桑切斯說：「這一直是充分保障和透明度的司法程序......西班牙政府將在未來幾天的工作地保障公共秩序和保護我們的民主的法律，因為它一直做。」桑切斯堅持認為，領導人是因犯罪行為而不是其理想被判入獄，並聲稱他的政府將確保全面執行判決。[45][46]
- 我們能黨總書記巴勃羅·伊格萊西亞斯表示：「就判決而言，沒有暴力，是法庭上明顯的共識，也是對所有人都顯而易見的，包括獨立運動最猛烈的敵人。但除了純粹的法律的辯論，該判決將在西班牙的歷史上留下來，作爲『民主國家不應如何處理政治衝突』的象徵。」[47]
- 反對黨人民黨領袖巴勃羅·卡薩多說：「佩德羅·桑切斯今天必須申明，他不會寬恕那些被定罪的人……我們將站在政府的一邊，維護公共秩序，避免在街頭出現暴力態度」 。
- 加泰羅尼亞地區議會主席和獨派政黨加泰羅尼亞共和左翼的成員羅傑說：「今天我們都被定罪，而不是只有12人而已。這句話是對民主和所有公民權利的攻擊。他們關押議會發言人，副主席，政府議員和民間社會領袖，還有我們的自由。我們將悲傷變成能量。沒有暴力，我們捍衛基本權利和自由。一如既往，我們將找到抵抗最惡劣的攻擊並建立未來和希望情景所需的力量和智慧。」
- 歐盟執行委員會發言人米娜安德烈耶娃（Mina Andreeva）說：“這是且將繼續是西班牙的內部事物，就應按其憲法秩序處理。歐盟執委會充分尊重西班牙的憲法秩序，包括西班牙司法機關的決定。當然，就抗議而言，我只能重申，和平地遊行及表達意見的權利，在全歐洲受保障。”

## 備註
1. ↑  加泰隆尼亞語「procés」一詞本意是「進程」，此處專指加泰隆尼亞獨立進程。